# Haocun, Fujian
Haocun (kinesiska: 濠村乡) är en socken i sydöstra Kina. Den ligger i Pucheng härad i staden Nanping i provinsen Fujian,  omkring 190 kilometer nordväst om provinshuvudstaden Fuzhou. Antalet invånare är 5 137. Befolkningen består av 2 490 kvinnor och 2 647 män. Barn under 15 år utgör 24,0 %, vuxna 15-64 år 63 %, och äldre över 65 år 12,0 %.